# 盛泉寺 (愛知県蟹江町)
盛泉寺（じょうせんじ）は、愛知県海部郡蟹江町にある真宗大谷派の寺院。山号は市場山（いちばさん）、本尊は阿弥陀如来立像。

## 歴史
蓮如の子である蓮芸を開基として室町時代の明応6年（1497年）に創建されたという。当初は蟹江新田高ノ内の下市場という場所にあったが、慶長年間（1596年 - 1615年）の火災によって現在地に移転した。
天正9年（1581年）に顕如が与えた「方便法身尊形」によれば、当初は弥富興善寺の在家道場であったとされる。その後、慶長9年（1604年）3月に教如が与えた「三朝高祖真影」および「聖徳太子真影」の裏書にはまだ寺号が無いものの、同年8月の「教如上人寿像」の裏書には「興善寺門徒尾州海東郡富吉庄下市場盛泉寺常物也」とあり、この頃から寺号を使うようになったと思われるが、これについては裏書としての形式が整っていないため内容が正確とは言い難い。確実なものとしては元和7年（1621年）10月に宣如が下附した「祖師聖人御影」の裏書があり、これには「興善寺下尾州海東郡 富吉庄蟹江郷盛泉寺」の記述がある。
尾張藩によって寛文12年（1672年）から翌13年にかけて編纂された『寛文覚書』には「東門跡直参」とあるほか、本末関係にあった興善寺が寛永年間（1624年 - 1643年）に名古屋聖徳寺との論議に敗れて西本願寺に転派したことから、この間に本末を解消して東本願寺の直末になったと思われる。
なお、山号は寺が下市場に在ったことに由来する。

## 古文書での言及
郡村徇行記の蟹江本町村の条において以下の記述がある。
| 府志曰、在蟹江本町村、一向宗東派直参。覚書ニ寺内二反四畝九歩備前検除。当寺書上ニ此寺ハ蓮如実子蓮芸代明応六巳年開基也、初ハ蟹江新田高ノ内下市場ト云所ニアリシカ、慶長年中受念代コヽニ移スト也 |